# 뷰티풀 뱀파이어
"뷰티풀 뱀파이어"(Beautiful Vampire)는 한국에서 제작된 정은경 감독의 2018년 판타지, 드라마, 멜로/로맨스 영화이다. 정연주 등이 주연으로 출연하였다.

## 출연

### 주연
- 정연주 : 란 역
- 송강 : 이소년 역
- 박준면 : 강물주 역
- 이용녀 : 옥분 역

### 조연
- 홍비라 : 황진이 역
- 이준철 : 프로 전달러 역
- 최은아 : 적십자 직원 역
- 노민옥 : 정육점 손님 1 역
- 김준식 : 정육점 손님 2 역
- MCLENNAN BENJAMIN : 외국인 역
- 이승현 : 오디션장 조연출 역
- 한흥석 : 오디션장 관객 역
- 나규비 : 엘리베이터 행인 역

## 영화제 상영 및 수상내역
- 2018년 제22회 부천국제판타스틱영화제 코리안 판타스틱 : 장편초청

## 기타
- 제작실장: 진수경
- 촬영부: 김재우
- 촬영부: 최영기
- 촬영부: 이승현
- 조명: 박찬윤
- 조명부: 이찬양
- 조명부: 홍성준
- 조명부: 박노준
- 분장-헤어: 박민희
- 조명장비: 강병조